# منوخ
منوخ قرية في ناحية جب الجراح التابعة لمنطقة المخرّم في محافظة حمص في سورية.